# Чемпионат Узбекистана по футболу среди женщин
Высшая Лига чемпионата Узбекистана по футболу среди женщин (узб. Ayollar futboli bo'yicha O'zbekiston chempionati Oliy Ligasi) — это высший дивизион чемпионата Узбекистана, в котором играют сильнейшие женские клубы страны. 
Турнир проводится с 1995 года. С 2010 года проводился под эгидой Ассоциации женского футбола Узбекистана (АЖФУ) при Федерации футбола Узбекистана (ныне АФУ - Ассоциация футбола Узбекистана). 
С сезона 2013 года в Высшей лиге разрешено участвовать только профессиональным клубам. 
С 2011 года проводится Первенство Узбекистана среди команд Первой лиги. Количество участников не постоянное. Кроме профессиональных клубов, разрешено участие ЛФК и КФК при абсолютном соблюдении Регламента. 
Обмен между лигами оговорён Регламентом и производится по спортивному принципу.
В Первую лигу выбывает команда, занявшая 10 (последнее) место в Высшей лиге. Победитель I лиги выходит в Высшую лигу. 
В случае отказа клубов Первой лиги от участия в чемпионате страны в Высшей лиге разрешено сохранять место в высшем дивизионе тем командам, которые должны были выбывать из Высшей лиги.
После упразднения АЖФУ с сезона-2018 турнир проводился ПФЛ Узбекистана (при контроле АФУ) по 2022 год включительно, которая контролировала также женское первенство страны в Первой лиге и молодёжное первенство U-16. С сезона-2023 чемпионат Узбекистана и первенство в I лиге, а также молодёжное первенство U-16 проводится под эгидой АФУ.

## Текущий сезон
2024

## Все победители и призёры
| Год  | №      | Чемпион            | Второй призёр        | Третий призёр         |
| 1995 | I      | «Чехра» Ташкент    | «Андижанка» Андижан  | «Ситора-Прага» Бухара |
| 1996 | II     | «Бахо» Ташкент     | «Андижанка»          | «Ситора-Прага»        |
| 1997 | III    | «Андижанка»        | «Кырк кыз» Нукус     | «Ситора-Прага»        |
| 1998 | IV     | «Дильноза» Ташкент | «Андижанка»          | «Медея-Гузал» Фергана |
| 1999 | V      | «Андижанка»        | «Гульбахор» Наманган | «Кырк кыз»            |
| 2000 | VI     | «Андижанка»        | «Гульбахор»          | «Кырк кыз»            |
| 2001 | VII    | «Гульбахор»        | «Андижанка»          | «Ёшлик» Бухара        |
| 2002 | VIII   | «Андижанка»        | «Гульбахор»          | «Ёшлик»               |
| 2003 | IX     | «Андижанка»        | «Гульбахор»          | «Талаба» Карши        |
| 2004 | X      | «Севинч» Карши     | «Андижанка»          | «Гульбахор»           |
| 2005 | XI     | «Андижанка»        | «Севинч»             | «Гульбахор»           |
| 2006 | XII    | «Севинч»           | «Андижанка»          | «Строитель» Зарафшан  |
| 2007 | XIII   | «Севинч»           | «Андижанка»          | «Строитель»           |
| 2008 | XIV    | «Севинч»           | «Андижанка»          | «Строитель»           |
| 2009 | XV     | «Севинч»           | «Андижанка»          | «Ёшлик»               |
| 2010 | XVI    | «Севинч»           | «Андижанка»          | «Олимпия» Карши       |
| 2011 | XVII   | «Севинч»           | «Андижанка»          | «Ёшлик»               |
| 2012 | XVIII  | «Севинч»           | «Андижанка»          | «Олимпия»             |
| 2013 | XIX    | «Севинч»           | «Андижанка»          | «Металлург-W» Бекабад |
| 2014 | XX     | «Севинч»           | «Металлург-W»        | «Андижанка»           |
| 2015 | XXI    | «Севинч»           | «Металлург-W»        | «Андижанка»           |
| 2016 | XXII   | «Севинч»           | «Металлург-W»        | «Андижанка»           |
| 2017 | XXIII  | «Металлург-W»      | «Севинч»             | «Бунёдкор-W» Ташкент  |
| 2018 | XXIV   | «Бунёдкор-W»       | «Севинч»             | «Металлург-W»         |
| 2019 | XXV    | «Севинч»           | «Бунёдкор-W»         | «Согдиана-W» Джизак   |
| 2020 | XXVI   | «Бунёдкор-W»       | «Севинч»             | «Согдиана-W»          |
| 2021 | XXVII  | «Согдиана-W»       | «Бунёдкор-W»         | «Севинч»              |
| 2022 | XXVIII | «Севинч»           | «Согдиана-W»         | «Бунёдкор-W»          |
| 2023 | XXIX   | «Севинч»           | «Согдиана-W»         | «Бунёдкор-W»          |

***

## Количество титулов
| Клубы:                         | Колич. титулов: | Годы:                              |
| «Севинч» (Карши)               | 15              | 2004, 2006-2016, 2019, 2022-2023   |
| «Андижанка» (Андижан)          | 6               | 1997, 1999, 2000, 2002, 2003, 2005 |
| «Чехра» / «Дильноза» (Ташкент) | 2               | 1995, 1998                         |
| «Бунёдкор-Women» (Ташкент)     | 2               | 2018, 2020                         |
| «Бахо» Ташкент)                | 1               | 1996                               |
| «Гульбахор» Наманган)          | 1               | 2001                               |
| «Металлург-Women» (Бекабад)    | 1               | 2017                               |
| «Согдиана-Women» (Джизак)      | 1               | 2021                               |
|                                |                 |                                    |

______________________________________________________________________________________________

## Бомбардиры
Абсолютный рекорд Узбекистана: XXI Чемпионат Узбекистана, 2015 год, Людмила Карачик "Металлург-W" (Бекабад) – 66 голов.
Абсолютный личный рекорд Узбекистана по забитым голам в одной игре на уровне ПФК. XXIX Чемпионат Узбекистана, женская Суперлига. 18 тур, 6 сентября 2023 г. "Металлург-W" – "Согдиана-W" – 0:15. Диёра Хабибуллаева ("Согдиана") – 11 забитых голов в матче.
Абсолютный рекорд Узбекистана по результативности в одном матче. XXVI Чемпионат Узбекистана, 9 тур. 11 октября 2020 года. "Бунёдкор-W" - "Сурхан-W" -  20:0 (10:0).
Тут же дополнительные рекорды:
- в каждом тайме забито по 10 голов;
- голы забивали 10 разных футболистов "Бунёдкора", что тоже максимальный показатель.